# 变装表演
变装表演是一种夸张展现女性气质、男性气质或其他性别表达的表演艺术，通常以娱乐为目的。变装通常涉及异装（cross-dressing），即穿着与自身性别传统定义不同的服饰。变装皇后（Drag Queen）通常指男性表现女性形象，而变装国王（Drag King）则通常指女性表现男性形象。变装表演常融入喜剧元素、社会讽刺，甚至政治评论，以幽默和夸张的方式探讨性别与社会议题。